# 伊藤樹
伊藤 樹（いとう たつき、1998年1月2日 - ）は、日本の男子バレーボール選手である。

## 来歴
岩手県花巻市出身。父の影響で小学6年生からバレーボールを始める。
花巻東高等学校、東海大学を経て、2019/20シーズン、V.LEAGUE DIVISION1 MEN（V1男子）に所属するVC長野トライデンツの内定選手となった。
2020年、大学卒業後に、VC長野トライデンツに入団した。入団1シーズン目となる2020/21シーズンにV1の試合に出場し、Vリーグデビューを果たした。
2023年、2022-23シーズンをもってVC長野トライデンツを退団し、V2男子に所属する北海道イエロースターズに移籍した。

## 所属チーム
- 花巻東高等学校（2013-2016年）
- 東海大学（2016-2020年）
- VC長野トライデンツ（2020-2023年）
- 北海道イエロースターズ（2023年-）